# Great Wall

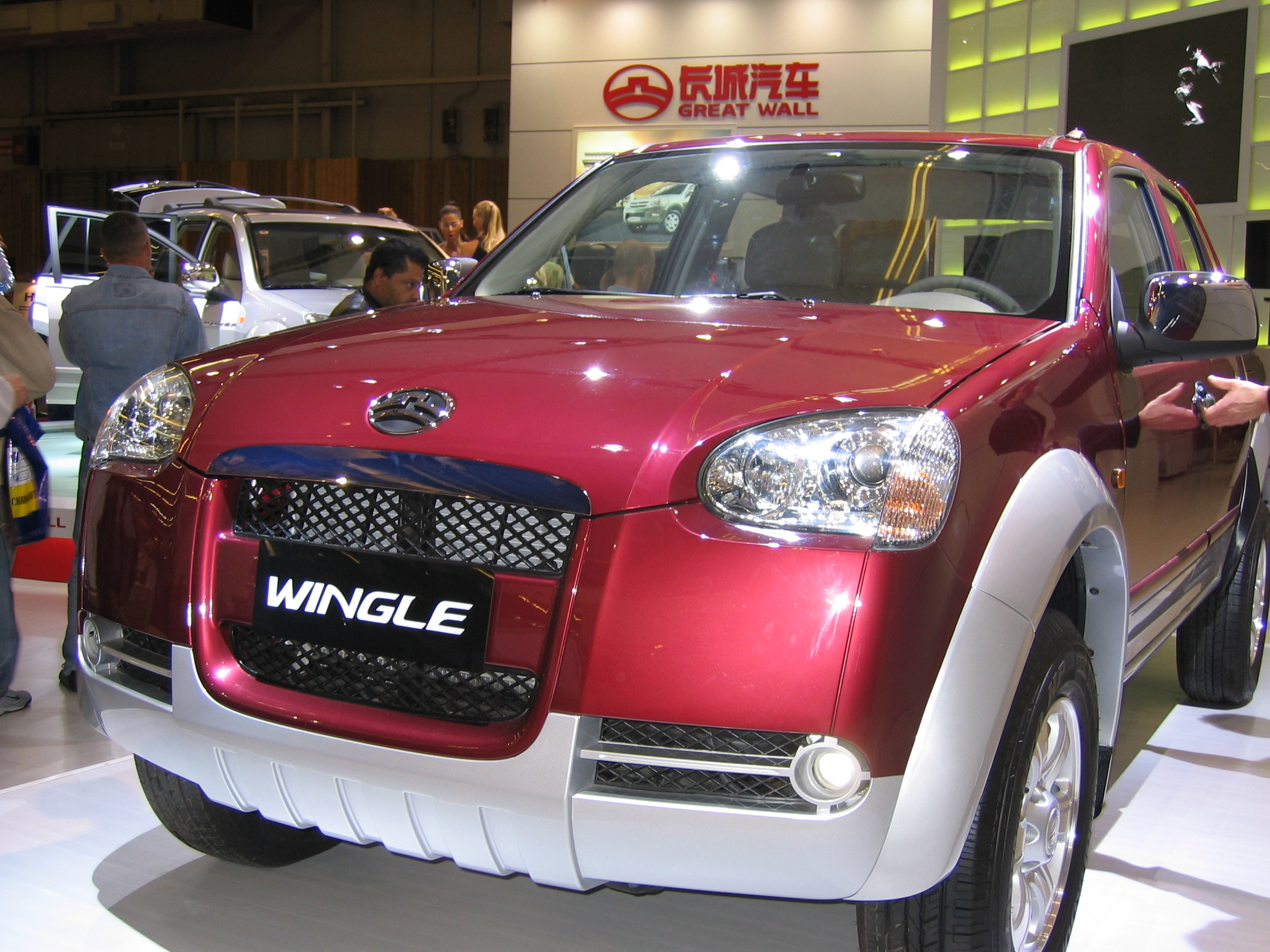
Great Wall Wingle vid en fransk motormässa 2006

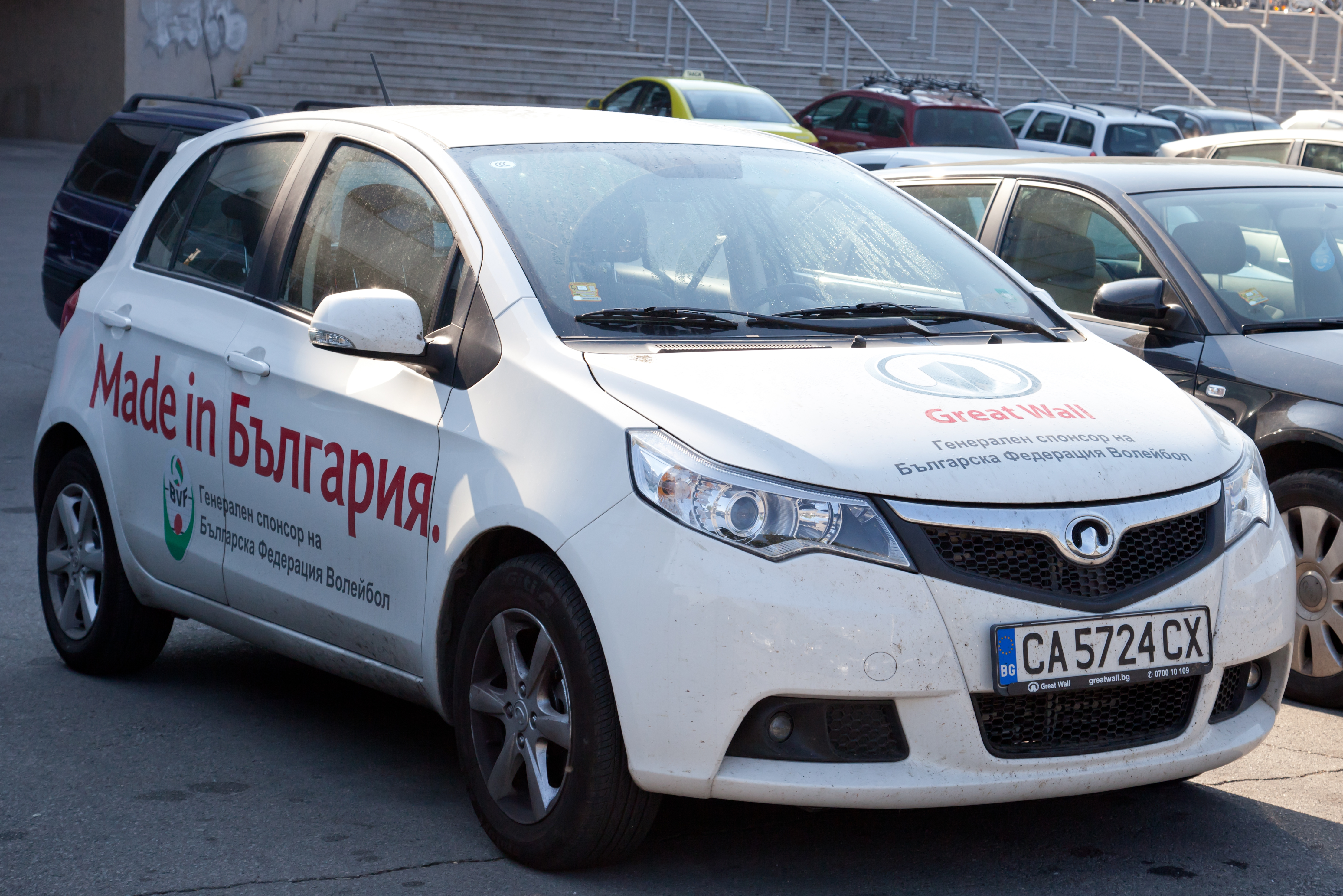
Great Wall Voleex C10, sammansatt i Bulgarien

Great Wall Motor Company Limited, GWM är en privatägd kinesisk biltillverkare grundad 1976.
De äger bilmärkena Haval, Ora, Tank och Wey, men har tidigare huvudsakligen tillverkat bilar under namnet Great Wall. Företaget är noterat på Shanghaibörsen.
Företagets huvudkontor och största produktionsanläggning ligger i Baoding i provinsen Hebei. De har även sammansättningsfabriker i bland annat Ecuador, Malaysia och Pakistan och har tidigare bland annat haft en i Bulgarien. Företagets bilmodeller säljs på ett stort antal marknader.
I Sverige säljs GWM:s märke Ora sedan 2022 via generalagenten International Motors. Ett första avtal om lansering hade slutits redan 2009.

## Kontroverser
Under 00-talet anklagades flera av GWM:s bilmodeller för att vara kopior av europeiska och japanska bilmodeller. Bland annat förbjöds försäljning av modellen Great Wall Peri inom Europeiska unionen eftersom den ansågs vara en kopia av Fiat Panda.
GWM har på grund av sin verksamhet i Ryssland svartlistats av ukrainska Nationella byrån för förebyggande av korruption. I januari 2024 valde Bilia att sluta importera Ora-bilar till Norge av samma anledning